# Haina (Kloster)
Pour les articles homonymes, voir Haina.
Haina (Kloster) est une municipalité allemande située dans l'arrondissement de Waldeck-Frankenberg et dans le land de la Hesse. Elle se trouve à l'est de Burgwald et au sud de Frankenberg.

## Personnalités liées à la ville
- Helius Eobanus Hessus (1488-1540), poète né à Halgehausen.
- Johann Heinrich Tischbein (1722-1789), peintre né à Haina.
- Johann Heinrich Wilhelm Tischbein (1751-1829), peintre né à Haina.